# Metropolie Efez
Metropolie Efez je jedna z metropolií Konstantinopolského patriarchátu, nacházející se na území Turecka.

## Historie

### Rané křesťanství
Když apoštol Pavel navštívil kolem roku 53 město Efez, nacházela se zde asi 300 let stará židovská komunita.
Podle tradice apoštol Jan dorazil do Efezu v době, kdy Herodes Agrippa I. potlačoval jeruzalémskou církev. Existují záznamy, že Jan byl zatčen císařem Domitianem. Na konci svého života byl propuštěn a vrátil se do Efezu, kde se věří, že napsal své evangelium. Tradice říká že Panna Marie žila v tomto městě s apoštolem Janem.
Nový Zákon se o tomto městě zmiňuje několikrát jako např. v Listu Efezským či v Janově Zjevení.
Efez je spojen s životem několika světců jako byl Filip bratr apoštola Barnabáše, Hermiona, Aristobulus, Pavel Thébský či Adauctus. Má se za to také že zde žila Marie Magdalena a za prvního biskupa je považován učedník apoštola Pavla svatý Timoteus.
Až do 5. století zde koexistovalo křesťanství i pohanství, ale postupem času se křesťanství stalo dominantním náboženstvím v Efezu. To se projevuje především v proměnách náboženských památek, zvýšeném používání křesťanských symbolů a také v ničení různých pohanských míst.

### Pozdní antika
Po Prvním nikajském koncilu (325) a uspořádání církevní správy v římských provinciích se Efez stal stolicí metropolie a nového metropolitu volili biskupové jeho provincie. Raná organizace církve byla paralelní s organizací římského státu a protože Efez byl nejdůležitějším městem provincie Asie, jeho biskupové se stali „Metropolity Asie“.
Na základě důležitosti svého stolce si efezští metropolité nárokovali regionální moc daleko za hranice své vlastní církevní provincie pokrývající většinu Malé Asie. Tato touha byla zpochybněna vzestupem Konstantinopolského patriarchátu, procesem zakotveným v jednom z kánonu druhého ekumenického koncilu z roku 381, což dalo Konstantinopolskému biskupovi převahu nad všemi ostatními biskupy kromě biskupa římského. Roku 451 na Chalkedonském koncilu podporoval ambice metropolie rival Konstantinopolského patriarchátu Alexandrijský patriarchát. Biskup sousední Smyrny, který byl sufragánou Efezu získal titul autokefální archiepiskopie a Efez byl degradován na druhořadý biskupský stolec.

### Střední a pozdní byzantské období
Když vypukl spor o byzantské obrazoborectví (8. století), metropolita Theodosius byl horlivým obráncem ikon. Řada místních duchovních však odmítla provádět oficiální politiku, která odsuzovala uctívání ikon. To vedlo k drastickým opatřením ze strany státu, včetně zásahu armády a hromadného vyhánění mnichů.
V následujících staletích si metropolie udržela status v církevní hierarchii. Mezi metropoliemi patriarchátu byla na druhém místě po Kaisareii v Kapadokii.
V seznamu Leona VI. Moudrého je někdy uvedeno třicet čtyři, někdy třicet šest a dokonce třicet sedm biskupů podřízených metropolitovi z Efezu. V 9. století po povýšení archiepiskopie Smyrna na metropolii ztratil Efez tyto biskupství; Phocæa, Magnesia ad Sipylum a Clazomenæ.
Když byl roku 1078 císař Michael VII. Dukas sesazen stal se metropolitou Efezu. O dva roky později dobyli město Seldžučtí Turci a Michael se vrátil do Konstantinopole, kde strávil zbytek života. Několik let po pádu Konstantinopole až do čtvrté křížové výpravy (1204) byla metropolie součástí Nikájského císařství. Konstantinopolský patriarcha v té době stejně jako císař žil v Nikaii, což vedlo ke zvýšení prestiže efezských metropolitů.
Nikájský císař Theodoros I. Laskaris se oženil s princeznou katolického vyznání a roku 1219 zahájil jednání o sjednocení církví. Tehdejší metropolita Nikolaos Mesaritis byl jedním z hlavních odpůrců této politiky. Měl také velký vliv na volbu konstantinopolských patriarchů. Místní metropolité byli také zapojeni do Arseniánského schizmatu, který se zabýval otázkami, které vyvstaly po sesazení patriarchy Arsenije v roce 1259.

### Osmanské období
Michael (Louloudis) byl poslední metropolita Efezu před dobytím města v říjnu 1304 nebo 1305. Utekl na Krétu. Turci proměnili chrám sv. Jana Evangelisty v mešitu. Hierarchie řecké pravoslavné církve přesto kvůli své dávné slávě vynaložila mimořádné úsilí na zachování trůnu. Nový metropolita byl zvolen až v roce 1329 a trvalo deset let bezvýsledných pokusů a uplácení místních emírů, než se mohl ve své eparchii skutečně usadit. Po příjezdu do Efezu musel čelit nepřátelství nových vládců, přičemž všechny chrámy již byly přeměněny na mešity. Nakonec bylo dovoleno používat malou kapli jako svůj nový katedrální chrám.
V srpnu 1342 byl vydán patriarchální a synodální akt který uvádí že Pyrgos patří mezi metropolie a není podřízený metropolii Efez. Roku 1368 byl patriarchou spojen Pyrgos znovu s Efezem. Toto rozšiřování území neudrželo efezskou metropolii před dalším úpadkem a do roku 1387 už malá komunita nemohla uživit ani kněze. Z tohoto důvodu byl Pergamon spojen s Efezem a dále došlo ke spojení s Clazomenæ a Phocæa. Metropolita Marek Efezský měl v 15. století podobné problémy.
V 16. století se trůn metropolie přesunul do Týru a na konci 17. století se přesunul do Magnesia ad Sipylum (dnešní Manisa). Počínaje 17. století došlo k vytvoření nových metropolií a tím se zmenšila plocha efezské metropolie. Nicméně pod jurisdikci spadalo rozsáhlé území západní Anatolie. V důsledku osmanského dobývání a následného zavedení islámu do regionu ve 14. století došlo k prudkému poklesu místního křesťanského obyvatelstva. To mělo negativní dopad na církevní správu, protože konverze domorodého obyvatelstva – často násilná – byla masivní. Podle seznamu z 1. září 1777 je známo že eparchie Ilium byla podřízena efezskému metropolitovi a v seznamu z let 1797/1798 se uvádí, že efezský metropolita měl nejen titul vládnoucího biskupa z Iliumu ale také titul titulárního biskupa z Arcadiopolis. 
V roce 1821, během masakru, který vypukl v Konstantinopoli jako odplata za řeckou válku za nezávislost, patřil metropolita Dionysios z Efezu mezi nejvyšší řecké duchovenstvo, které popravily osmanské úřady. 
Na počátku 20. století se rozloha metropolie ještě více zmenšila v důsledku znovuobnovení některých metropolií dříve připojených k Efezu.
Roku 1922 byli místní věřící deportováni v rámci výměny obyvatelstva mezi Řeckem a Tureckem.

### Současnost
V současné době nemá metropolie svého metropolitu. Posledním metropolitou byl Chrysostomos (Konstantinidis), který zemřel roku 2006.